# Ferdinand Cohn

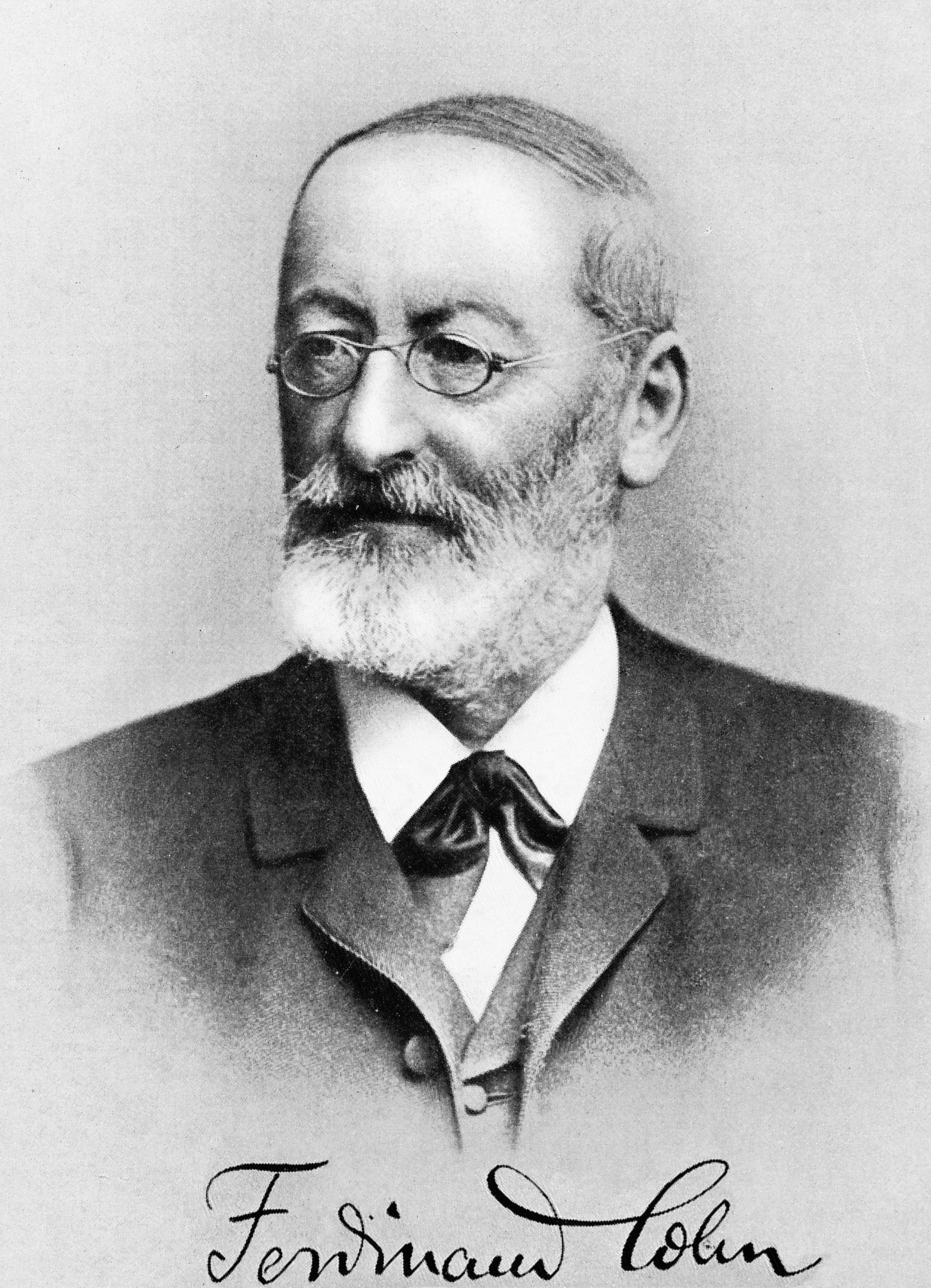
Ferdinand Julius Cohn

Ferdinand Julius Cohn (Breslau, 24 januari 1828 – Breslau, 25 juni 1898) was een Duitse bioloog die vooral bekend werd door zijn onderzoek aan algen en bacteriën. In 1885 ontving hij de Leeuwenhoekmedaille. In 1895 kreeg hij de Linnean Medal.
Hij ligt begraven op de Oude Joodse Begraafplaats in Wrocław.
- Bibsys: 98031973
- Bibliothèque nationale de France: cb146262992 (data)
- Author citation (botany): Cohn
- CiNii: DA14490043
- Stuttgart Database of Scientific Illustrators 1450–1950: 1586
- Gemeinsame Normdatei: 116629207
- International Standard Name Identifier: 0000 0001 0979 3199
- Library of Congress Control Number: n87147074
- Nationale Bibliotheek van Tsjechië: ola2002158989
- Nationale bibliotheek van Australië: 35254601
- Nationale Bibliotheek van Israël: 987007259960705171
- Nationale Bibliotheek van Polen: a0000001879568
- Nederlandse Thesaurus van Auteursnamen: 140570411
- Réseau des bibliothèques de Suisse occidentale: 02-A012582005
- Istituto Centrale per il Catalogo Unico: PUVV344296
- SNAC: w68k96m4
- Système universitaire de documentation: 073441783
- Trove: 883894
- Virtual International Authority File: 61803207
- WorldCat: E39PBJqFH4MGYpcCdwQQ3dmyBP